# Phoenix Suns 1986-1987
La stagione NBA 1986-1987 fu la 19ª stagione della storia dei Phoenix Suns che si concluse con un record di 36 vittorie e 46 sconfitte nella regular season, il 5º posto nella Pacific Division, e il 10º posto nella Western Conference.
A metà stagione dopo 13 anni alla guida della squadra, John MacLeod venne sostituito da Dick Van Arsdale.
La squadra non riuscì a qualificarsi per i playoff del 1987.

## Draft
| Giro | Scelta | Giocatore       | Posizione         | Nazionalità | Università/Club |
| ---- | ------ | --------------- | ----------------- | ----------- | --------------- |
| 1    | 6      | William Bedford | centro            | Stati Uniti | Memphis         |
| 2    | 39     | Rafael Addison  | ala piccola       | Stati Uniti | Syracuse        |
| 2    | 46     | Jeff Hornacek   | guardia tiratrice | Stati Uniti | Iowa State      |

## Regular season
| Squadra                | V  | P  | %    | GB |
| ---------------------- | -- | -- | ---- | -- |
| Los Angeles Lakers     | 65 | 17 | 79,3 | -  |
| Portland Trail Blazers | 49 | 33 | 59,8 | 16 |
| Golden State Warriors  | 42 | 40 | 51,2 | 23 |
| Seattle SuperSonics    | 39 | 43 | 47,6 | 26 |
| Phoenix Suns           | 36 | 46 | 43,9 | 29 |
| Los Angeles Clippers   | 12 | 70 | 14,6 | 53 |

## Play-off
Non qualificata

## Roster
| N° | Naz.                   | Ruolo | Sportivo         | Anno | Alt. | Peso |
| -- | ---------------------- | ----- | ---------------- | ---- | ---- | ---- |
| 3  | Stati Uniti (bandiera) | G     | Grant Gondrezick | 1963 | 196  | 93   |
| 6  | Stati Uniti (bandiera) | GA    | Walter Davis     | 1954 | 198  | 88   |
| 7  | Stati Uniti (bandiera) | GA    | Bernard Thompson | 1962 | 198  | 95   |
| 11 | Stati Uniti (bandiera) | GA    | Mike Sanders     | 1960 | 198  | 95   |
| 12 | Stati Uniti (bandiera) | GA    | Rafael Addison   | 1964 | 201  | 98   |
| 14 | Stati Uniti (bandiera) | G     | Jeff Hornacek    | 1963 | 191  | 86   |
| 22 | Stati Uniti (bandiera) | AC    | Larry Nance      | 1959 | 208  | 93   |
| 24 | Stati Uniti (bandiera) | G     | Jay Humphries    | 1962 | 191  | 84   |
| 30 | Stati Uniti (bandiera) | C     | Nick Vanos       | 1963 | 216  | 116  |
| 33 | Stati Uniti (bandiera) | AC    | Alvan Adams      | 1954 | 206  | 95   |
| 44 | Stati Uniti (bandiera) | AC    | Kenny Gattison   | 1964 | 203  | 102  |
| 50 | Stati Uniti (bandiera) | C     | William Bedford  | 1963 | 213  | 102  |
| 53 | Stati Uniti (bandiera) | C     | James Edwards    | 1955 | 213  | 102  |
| 54 | Stati Uniti (bandiera) | A     | Ed Pinckney      | 1963 | 206  | 88   |

## Staff tecnico
- Allenatori: John MacLeod (22-34) (fino al 26 febbraio)[1], Dick Van Arsdale (14-12)
- Vice-allenatori: Al Bianchi, John Wetzel
- Preparatore atletico: Joe Proski

### Arrivi/partenze
Mercato e scambi avvenuti durante la stagione:
Arrivi
| N° | Naz. | Ruolo | Sportivo |  | Alt. |  |
| -- | ---- | ----- | -------- |  | ---- |  |

Partenze
| N° | Naz. | Ruolo | Sportivo |  | Alt. |  |
| -- | ---- | ----- | -------- |  | ---- |  |